# Meteosat 3
O Meteosat 3 foi um satélite meteorológico geoestacionário europeu construído pela Aérospatiale. Ele esteve localizado na posição orbital de 70 de longitude oeste e foi operado inicialmente pela Agência Espacial Europeia (ESA) e posteriormente pela EUMETSAT. O mesmo saiu de serviço em meados de novembro de 1995 e foi transferido para uma órbita cemitério.

## Lançamento
O satélite foi lançado com sucesso ao espaço no dia 15 de junho de 1988, às 06:46 UTC, por meio de um veículo Ariane-44LP H10 a partir do Centro Espacial de Kourou, na Guiana Francesa, juntamente com os satélites PAS-1 e AMSAT P3C. Ele tinha uma massa de lançamento de 625 kg.